# Herbert Plaeschke

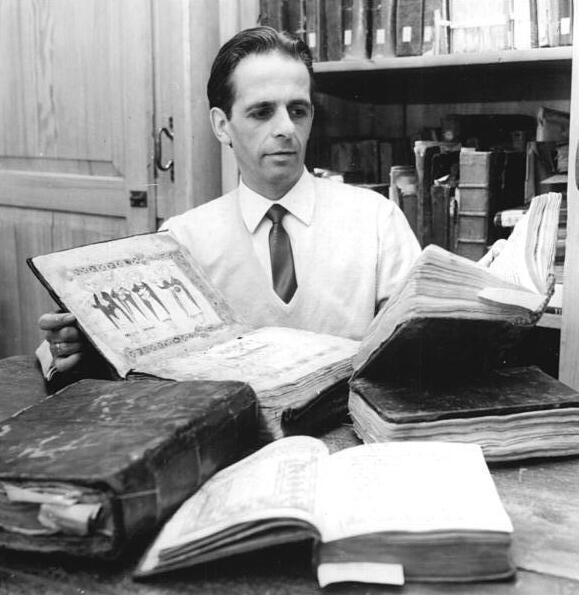
Herbert Plaeschke mit Handschriften der Bibliothek der Deutschen Morgenländischen Gesellschaft (1968)

Herbert Plaeschke (* 1. Juni 1928 in Wismar; † 29. Dezember 2002) war ein deutscher Indologe, Orientarchäologe und Bibliothekar. Sein Arbeitsgebiet war die Kunst Indiens.

## Leben
Herbert Plaeschke war ein Sohn des aus Schlesien stammenden Buchhändlers in Wismar (Curt) Alfred Plaeschke (1896–1981)  und dessen Frau Margarete, geborene Möller (1898–1971). Er studierte Orientalistik an der Universität Halle und schloss das Studium 1959 mit dem Diplom ab.
Von 1959 bis 1962 war er Aspirant an der Abteilung Frühgeschichte des Orients. 1963 wurde er mit der Arbeit Die Mithuna-Gruppen von Karla und ihre Stellung in der frühen indischen Kunst zum Doktor (Dr. phil.) promoviert. Danach arbeitete er als Mitarbeiter der Universitätsbibliothek Halle und war mit Lehraufträgen am Institut für Orientalische Archäologie betraut. 1971 habilitierte er sich mit der Arbeit Die Mathura-Schule. Ein paläographischer und kunsthistorischer Beitrag zur Lösung des Kaniska-Problems. Für die Kulturhistorische Reihe des Verlages Koehler & Amelang steuerte er vier Bände bei.

## Schriften
- Die Gestalt des Buddha in Relief und Freiskulptur in der frühen indischen Kunst. Halle 1959
- Die Mithuna-Gruppen von Karla und ihre Stellung in der frühen indischen Kunst. Halle 1963 (Dissertation A)
- Die Mathura-Schule. Ein paläographischer und kunsthistorischer Beitrag zur Lösung des Kaniska-Problems. Halle 1971 (Dissertation B)
- Buddhistische Kunst. Das Erbe Indiens. Koehler & Amelang, Leipzig 1972, 2. Auflage 1974, Lizenzausgabe: Böhlau, Wien-Köln-Graz 1974
- mit Ingeborg Plaeschke: Hinduistische Kunst. Das indische Mittelalter. Koehler & Amelang, Leipzig 1978, Lizenzausgabe: Böhlau, Wien-Köln-Graz 1978
- mit Ingeborg Plaeschke: Indische Felsentempel und Höhlenklöster. Koehler & Amelang, Leipzig 1982
- mit Ingeborg Plaeschke: Frühe indische Plastik. Koehler & Amelang, Leipzig 1988